# Newbold (Derbyshire)
Newbold – wieś w Anglii, w hrabstwie Derbyshire, w dystrykcie Chesterfield. Leży 37 km na północ od miasta Derby i 214 km na północny zachód od Londynu. Miejscowość liczy 7962 mieszkańców.